# 동학혁명 모의탑
동학혁명 모의탑은 대한민국 전라북도 정읍시 고부면에 있다. 2016년 7월 26일 정읍시의 향토문화유산 제7호로 지정되었다.

## 개요
사발통문 작성자 후손들이 건립 추진위원회를 구성하고 쌀1가마씩을 각출하여 1969년 12월 4일 사발통문이 발견된 마을입구 언덕에 사발통문이 동학농민혁명의 사발이었음을 알리기 위해 세웠다. 5단의 화강석 기단위에 높이 3m규모의 탑으로 전면에는 동학혁명 모의탑이라는 글자가 한자로 새겨져 있고 전면 좌우 모서리에는 대나무를 조각하였다. 양 측면과 후면에는 사발통문에 서명한 20명의 생몰연대와 그 후손들의 거주지 등이 기록되어 있다.

## 같이 보기
- 동학 농민 운동